# Travisia forbesii
Travisia forbesii är en ringmaskart som beskrevs av Johnston 1840. Travisia forbesii ingår i släktet Travisia och familjen Opheliidae. Arten är reproducerande i Sverige. Inga underarter finns listade i Catalogue of Life.